# ایوان سیگل
ایوان سیگل (به انگلیسی: Evan Siegel) مترجم، تاریخ‌نگار و ریاضیدان اهل آمریکا است. وی مترجم تاریخ مشروطه ایران اثر احمد کسروی به زبان انگلیسی است.